# Matt Savage
Matthew "Matt" Savage (5 de julio de 1992) es un músico estadounidense dentro del espectro autista. Nació en Sudbury, Massachusetts, es el hijo de Diane y Lawrence "Larry" Savage.

## Historia
Matt fue un infante precoz quien comenzó a caminar a temprana edad y aprendió a leer antes de tener 18 meses. Fue diagnosticado con trastorno generalizado del desarrollo, una forma de autismo, cuando tenía 3 años. Matt no toleraba ni los ruidos ni la música durante su infancia. Cuando tenía 6 años, Matt aprendió por su cuenta a leer la música de piano. Estudió el piano clásico durante menos de un año antes de que descubriera el jazz, que se convirtió en su enfoque principal. Empezó a estudiar en el Conservatorio de Música de New England en Boston, Massachusetts en otoño de 1999. Continuó sus estudios clásicos también. Como su hermana menor, Rebecca, es educado en casa. Entre los talentos de Matt son la hiperlexia y el oído absoluto. Junto con su inteligencia que es extremamente alta, estas capacidades le han permitido lograr otras distinciones también, como ganar un certamen de geografía estatal.
A pesar de su juventud y su autismo, e incluso sin instrucción formal en composición musical, Matt es un músico y compositor logrado. Se han puesto en venta varios álbumes de él, como solista y como parte del Trío de Matt Savage. Cuando tenía 14 años también había tocado con Chaka Khan y otros cantantes famosos. Las composiciones de Matt tienden a ser técnicas, pero todavía son muy accesibles y a menudo humorísticas.
Matt ha recibido muchos premios, incluso fue contratado en 2003 por el fabricante de pianos Bösendorfer. Es el único niño en ser reconocido en los 175 años de historia de la compañía.
Matt ha recorrido el mundo, tocando para Jefes de Estados y otros, y apareciendo en numerosos programas de televisión y radio como Late Show with David Letterman, Late Night with Conan O’Brien, The Today Show, y All Things Considered. En 2006, cuando tenía 14 años, fue entrevistado en un reportaje de CNN sobre el cerebro humano, en el cual fue definido como un "sabio prodigioso", en vez de otros tipos de sabios. También Matt ha aparecido en varios documentales sobre los sabios.
En 2007, tocó el piano con el compositor y cantante de folk escocés, Al Stewart.